# Distrito administrativo del Emmental
El Distrito administrativo del Emmental (en alemán Verwaltungskreis Emmental, en francés Arrondissement administratif de l'Emmental) es uno de los diez nuevos distritos administrativos del cantón de Berna. Tiene una superficie de 698 km². La capital del distrito es Langnau im Emmental.
Formado de la fusión de los distritos de Burgdorf y Signau, y parte de los distritos de Fraubrunnen y Trachselwand, hace parte de la región administrativa de Emmental-Alta Argovia.

## Geografía
Situado en parte en la región conocida como Emmental bernés, una de las regiones típicas del cantón de Berna de donde viene originalmente el queso emmental.
El distrito del Emmental limita al norte con los distritos de Wasseramt (SO), Bucheggberg (SO) y Alta Argovia, al este con los de Willisau (LU) y Entlebuch (LU), al sur con los de Interlaken-Oberhasli y Thun, y al oeste con el de Berna-Mittelland.

## Comunas
| Distrito de administrativo del Emmental | Distrito de administrativo del Emmental | Distrito de administrativo del Emmental |
| Comunas                                 | Población (31.12.2014)                  | Superficie km²                          |
| --------------------------------------- | --------------------------------------- | --------------------------------------- |
| Aefligen                                | 1061                                    | 2.1                                     |
| Affoltern im Emmental                   | 1167                                    | 11.5                                    |
| Alchenstorf                             | 584                                     | 8.6                                     |
| Bätterkinden                            | 3147                                    | 10.1                                    |
| Burgdorf                                | 15 998                                  | 15.6                                    |
| Dürrenroth                              | 1080                                    | 14.1                                    |
| Eggiwil                                 | 2421                                    | 60.3                                    |
| Ersigen                                 | 1671                                    | 8.8                                     |
| Hasle bei Burgdorf                      | 3299                                    | 21.9                                    |
| Heimiswil                               | 1619                                    | 23.4                                    |
| Hellsau                                 | 195                                     | 1.5                                     |
| Hindelbank                              | 2384                                    | 6.7                                     |
| Höchstetten                             | 274                                     | 2.6                                     |
| Kernenried                              | 490                                     | 3.3                                     |
| Kirchberg                               | 5807                                    | 9.0                                     |
| Koppigen                                | 2117                                    | 6.9                                     |
| Krauchthal                              | 2306                                    | 19.4                                    |
| Langnau im Emmental                     | 9107                                    | 48.5                                    |
| Lauperswil                              | 2637                                    | 21.1                                    |
| Lützelflüh                              | 4054                                    | 26.9                                    |
| Lyssach                                 | 1412                                    | 6.1                                     |
| Mötschwil                               | 127                                     | 2.9                                     |
| Niederösch                              | 237                                     | 4.6                                     |
| Oberburg                                | 2920                                    | 14.1                                    |
| Oberösch                                | 109                                     | 2.1                                     |
| Röthenbach im Emmental                  | 1205                                    | 36.8                                    |
| Rüderswil                               | 2313                                    | 17.2                                    |
| Rüdtligen-Alchenflüh                    | 2435                                    | 2.7                                     |
| Rüegsau                                 | 3162                                    | 15.1                                    |
| Rumendingen                             | 90                                      | 2.5                                     |
| Rüti bei Lyssach                        | 169                                     | 6.5                                     |
| Schangnau                               | 887                                     | 36.5                                    |
| Signau                                  | 2714                                    | 22.1                                    |
| Sumiswald                               | 5034                                    | 59.4                                    |
| Trachselwald                            | 980                                     | 16.0                                    |
| Trub                                    | 1346                                    | 62.0                                    |
| Trubschachen                            | 1413                                    | 15.6                                    |
| Utzenstorf                              | 4207                                    | 17.0                                    |
| Wiler bei Utzenstorf                    | 839                                     | 3.8                                     |
| Willadingen                             | 208                                     | 2.2                                     |
| Wynigen                                 | 2016                                    | 28.3                                    |
| Zielebach                               | 332                                     | 1.9                                     |
| Total (42)                              | 95 573                                  | 697.7                                   |